# Franz von Gyulay (Generalmajor)
Graf Franz von Gyulay († 21. November 1787 in Hermannstadt) war ein k.k. Generalfeldwachtmeister und Befehlshaber des Infanterie-Regiments Nr. 51.
Er entstammt dem alten siebenbürgischen Geschlecht der Gyulay. Er war der älteste Sohn von Stephan von Gyulay († 1758) und dessen Ehefrau Judit Bánffy de Losoncz.
Er begann seine Dienstzeit im Regiment und wurde 1740 zum Obristwachtmeister, 1741 zum Oberstleutnant und 1745 zum Obersten und Regimentskommandeur befördert. Er wurde am 25. Juni 1752 zum General-Feldwachtmeister befördert und erhielt am 16. März 1759 das durch den Tod seines Vaters verwaiste Regiment. Er wurde vorerst als Brigadier eingesetzt und später als Chef des Rekrutierungswesens in Siebenbürgen, wodurch er mit dem Regiment in oftmalige persönliche Fühlung trat. Er starb 1787 in Hermannstadt.
Gyulay war mit Karoline Haller de Hallerkeö verheiratet.